# Iglesia de San Bartolomé (Ibarra)
La iglesia de San Andrés es un inmueble de la localidad española de Ibarra, en la provincia de Guipúzcoa.

## Descripción
El edificio se encuentra en la localidad española de Ibarra, perteneciente a la provincia de Guipúzcoa, en la comunidad autónoma del País Vasco. Se menciona como iglesia parroquial del lugar en el Diccionario histórico-geográfico-descriptivo de los pueblos, valles, partidos, alcaldías y uniones de Guipúzcoa (1862) de Pablo de Gorosábel, donde aparece descrita con las siguientes palabras:

La primitiva iglesia parroquial de este pueblo estuvo en un altozano delante de la antigua casa solar denominada Echezarreta; pero no se tiene noticia de la época en que se hubiese hecho su traslacaion á la parte baja en que existe la actual. Esta es de la advocacion del apóstol San Bartolomé, de patronato real, y se halla servida por un rector y un beneficiado. Su torre fué trabajada por Juan Antonio de Uzcudum, cantero de la villa de Tolosa, bajo el plano del arquitecto D. Martin de Carrera entre los años de 1700 al 1704, prévia licencia del tribunal eclesiástico, bajo el presupuesto de 48549 reales. Obtuvose tambien entonces la facultad del mismo tribunal, para derribar la antigua parroquia, y emplear sus materiales en la construccion de la nueva torre.
(Gorosábel, 1862, pp. 224-225)